# Robert Iler
Robert Michael Iler (Nueva York; 2 de marzo de 1985) es un actor estadounidense, conocido principalmente por su papel de Anthony Soprano Jr. en Los Soprano.
Nació en la ciudad de Nueva York y es de ascendencia irlandesa. En julio de 2001 fue arrestado por asalto armado a dos turistas brasileños y posesión de marihuana. Fue encontrado culpable del cargo de hurto y condenado a tres años de libertad vigilada. También estaba presente el 23 de octubre de 2005 en la redada que la policía realizó en el club de poker Ace Point en Nueva York.

## Filmografía
- Dope Hat (1995) (videoclip de Marilyn Manson)
- The Tic Code (1999) - Denny Harley
- Tadpole (2002) - Charlie
- Daredevil (2003) - Bully #1
- Law & Order: Special Victims Unit (2004) temporada 5, episodio 17 "Mean" - Troy Linsky
- The Dead Zone (2004) temporada 3, episodio 9 "Cycle of Violence" - Derek Rankin
- Los Soprano (1999–2007) - A.J. Soprano
- Law & Order (2009) temporada 19, episodio 11 "Lucky Stiff" - Chad Klein
- Malos Pensamientos (2025) - Temporada 1, episodios 1 y 2.